# センキョ割
センキョ割（センキョわり、選挙割とも）は選挙の投票率向上を目指して各地の店で投票した人に対して割引を行うサービスである。2012年から地域活性化及び社会参加意識向上を意図し、国民文化にしようと公職選挙法に基づくルールの策定や、学生たちが地域を回り、ヒアリングしながら広める活動、模擬投票システムと連動させるなどのシステムを構築した選挙割協会（代表佐藤章太郎）を中心に、全国各地域、企業など民間同士のボランティアベースで協力しあい拡大、ドイツやルーマニア、イギリス、韓国にも輸出している。主権者教育や公共科目、探究学習など幅広く小学校から大学まで教育機関にも取り入れられ、教科書にも掲載されている。選挙があるたびにメディアで大々的に取り上げられ、参加企業の株価にも影響を与え、さらには選挙の補完システムとして世界的にも注目を集めている。違法行為防止のために便宜的に商標や特許を取得し、ルールを遵守さえすれば選挙割協会の許可を得て無料で使用可能。

## 手法
店によって異なるが一般的には投票済証明書や来場者カード、投票所の写真などを見せることで割引となる。なお商標やアプリ特許は株式会社ワカゾウが所持しておるが、運営権を選挙割協会に委託。参加する団体は選挙割協会の許可を得て無料で使用できる。

## 影響
自治体によっては来場者カードが足りなくなりそうになり、急遽追加した自治体もある。ただ店が割引を前提として特定候補に投票を呼びかける行為は公職選挙法違反となることがある。また新型コロナウイルスの拡大による需要の落ち込みに対する起爆剤としても期待されている。

## 歴史
- 2007年 - 早稲田商店会が選挙割を行う。これが日本で最初のセンキョ割とされている[7]。
- 2012年 - 第46回衆議院議員総選挙でさいたま市の4店舗を対象に行われる[8]。
- 2014年 - ドイツの欧州議会選挙の際に行われ海外進出する。
- 2021年 - 第49回衆議院議員総選挙では過去最多となる2000店舗以上が参加する[6]。